# Cordilheira Alta
Cordilheira Alta is een gemeente in de Braziliaanse deelstaat Santa Catarina. De gemeente telt 3.531 inwoners (schatting 2009).

## Aangrenzende gemeenten
De gemeente grenst aan Chapecó, Coronel Freitas en Xaxim.

## Verkeer en vervoer
De plaats ligt aan de weg BR-282/BR-480. Ten westen van de plaats ligt een kruispunt van de wegen BR-282, BR-480 en SC-157.